# スマートフォンにおいて利用される特定ソフトウェアに係る競争の促進に関する法律
スマートフォンにおいて利用される特定ソフトウェアに係る競争の促進に関する法律（スマートフォンにおいてりようされるとくていソフトウェアにかかるきょうそうのそくしんにかんするほうりつ、令和6年法律第58号）は、スマートフォンの利用に特に必要なソフトウェアについて、それらの競争を促進し、消費者がそれによって生まれる多様なサービスを選択でき、その恩恵を享受できるようにすることに関する法律で、私的独占の禁止及び公正取引の確保に関する法律に対する特例法である。通称はスマホソフトウエア競争促進法、スマホ競争促進法、スマホ特定ソフトウエア競争促進法、巨大IT企業規制法など。
2024年6月19日に公布され、一部規定を除いて公布日から起算して1年6か月を超えない範囲内において政令で定める日（2025年12月18日）から施行される。

## 概要
本法はスマートフォン市場で優位的な地位にあるAppleやGoogleなどのビッグ・テックを規制するための法律で、スマートフォンの利用に特に必要なモバイルオペレーティングシステム、アプリケーションストア、ウェブブラウザ、検索エンジンを総称して「特定ソフトウェア」と定義し、競合他社のサービスの利用を妨げることや、利用条件や取引で不当に差別的な取り扱いをすることなどを予め禁止行為として示している。本法の規制対象となる事業者は公正取引委員会が特定ソフトウェアを提供する事業者のうち、ソフトウェアの種類ごとに政令で定める一定規模以上の事業を行う場合に規制対象事業者（指定事業者）として指定する。
指定事業者には以下のような禁止事項と遵守事項が定められる。
- 他の事業者がアプリストアを提供することを妨げてはならない。
- 他の課金システムを利用することを妨げてはならない。
- デフォルト設定を簡易な操作により変更できるようにするとともに、ブラウザ等の選択画面を表示しなければならない。
- 検索において、自社のサービスを、正当な理由がないのに、競争関係にある他社のサービスよりも優先的に取り扱ってはならない。
- 取得したデータを競合サービスの提供のために使用してはならない。
- アプリ事業者が、OSにより制御される機能を自社と同等の性能で利用することを妨げてはならない。

ただし、これらの事項の一部は正当化事由が存在する場合はこの限りではない。
指定事業者には毎年報告書の提出が求められ、違反が認められた場合には是正命令を出すほか、日本国内での売り上げの20%を課徴金を課すことなどが定められている。
本法は独占禁止法とは異なり、指定事業者やアプリ事業者などと継続的に対話しながらビジネスモデルの改善を求める新たな規制となる。

## 構成
- 第1章 総則（第1条・第2条）
- 第2章 特定ソフトウェア事業者の指定等（第3条・第4条）
- 第3章 指定事業者の義務
  - 第1節 指定事業者の禁止行為（第5条 - 第9条）
  - 第2節 指定事業者の講ずべき措置（第10条 - 第13条）
  - 第3節 指定事業者による報告書の提出等（第14条）
- 第4章 違反に対する措置等
  - 第1節 調査等（第15条 - 第17条）
  - 第2節 排除措置命令等（第18条 - 第30条）
- 第5章 差止請求、損害賠償等（第31条 - 第41条）
- 第6章 雑則（第42条 - 第48条）
- 第7章 罰則（第49条 - 第58条）
- 附則

## 制定までの経緯
本法はスマートフォンの急速な普及により国民生活及び経済活動の基盤となる中で、特定ソフトウェアの提供が特定少数の有力な事業者による寡占状態になっていたことが制定の背景となった。特定ソフトウェア市場では有力な事業者の競争制限的な行為によって公正かつ自由な競争が妨げられており、新規参入等の市場機能による自発的是正が困難であった。また、独占禁止法による個別事案に即した対応では立証活動に著しく長い時間を要するとの課題があることから、公正かつ自由な競争を回復することが困難であった。こうした状況を踏まえ、デジタル分野での公正な競争環境を確保するために本法は制定された。
また、先行して欧州連合ではデジタルプラットフォーム事業者に対する新たな規制の本格的運用が始まっており、日本、アメリカ合衆国、ヨーロッパのデジタル市場が足並みを揃えてデジタルプラットフォーム事業者に公正な競争を求めていくためにも、日本市場でも新たな法律の枠組みが必要となっていた。

### 略歴
- 2024年4月26日 -  法律案が第213回国会閣法第62号として国会に提出される[6]。
- 2024年5月22日 -  衆議院経済産業委員会で法律案が可決される[11]。
- 2024年5月23日 -  衆議院本会議で法律案が可決される。[11]
- 2024年6月11日 -  参議院経済産業委員会で法律案が可決される[11]。
- 2024年6月12日 -  参議院本会議で法律案が可決され成立する[11][6]。
- 2024年6月19日 -  公布[6]。

## 反応
法律の成立を受けて、Googleの日本法人は「これまで政府に積極的に協力し、変化が早く競争の激しいこの業界における弊社の事業運営について説明して参りました。今後も政府および業界関係者と建設的な議論を深めてまいります」とコメントし、Appleは「日本政府はこれまでにユーザーのプライバシーとデータのセキュリティー、イノベーション、そして私たちの知的財産の保護に資するべく法案においてさまざまな改善をしました。私たちは、日本の消費者のみなさんがiPhoneに期待するセキュリティーやプライバシーの確保に対して、この法律が実際に与える影響について懸念を持ち続けながら、法律の施行に向けて、引き続き日本の公正取引委員会と密に連携してまいります」とコメントした。
林芳正内閣官房長官は2024年6月12日の午後の記者会見で「法律はスマートフォンが国民生活や経済活動の基盤となる中、特定ソフトウエアのセキュリティーを確保しつつイノベーションを活性化し、消費者の選択肢の拡大を実現するため、競争環境を整備するものだ」と述べ、その上で「今後、高度なデジタル専門人材の登用を進め、公正取引委員会の体制を質と量の両面で抜本的に強化するなど、法律を実効的に運用していくことで、公正で自由な競争が促進されることを期待する」と述べた。
日本放送協会の取材に応じたあるアプリ事業者は、スマートフォンのアプリケーションストアの30%の手数料はフィーチャーフォン自体の10数%と比べて事業者側の負担は大きかったと述べ、「30%の負担はかなり大きい。手数料が下がれば、新たなサービスの開発費にも回すことができる。巨大ITのプラットフォームがあるから自分たちのアプリが多くの人たちに届くという側面があるのも事実だが、今回の法律によってアプリストアに適切な競争が生まれ、手数料の減額や商品をめぐる価値観の多様化につながってほしい」と述べた。
競争法に詳しい慶應義塾大学の渕川和彦准教授は「現在、アップルとグーグルの寡占状態にあるが、競争が導入されることで、新たな技術を消費者が利用可能になり、選択肢が増えてくる。アップルなどが事業者に求める手数料はかなり高いと言われているので、競争が導入されれば手数料とかアプリの値段にも反映されていくと考えられ、消費者にとってプラスの面があるのではないかと思う」と述べた。その上で「今ある巨大IT企業の間の競争も期待したいし、国内で高いIT技術を持つ会社は複数あるので、そのような事業者が新規参入できるような形で競争が行われることを期待している」とスマートフォン市場への新規参入が進むことへの期待感を示した。一方で、今後の課題として「スマートフォンのソフトウエアの競争促進は、足がかりとしては重要な一歩だと思うが、巨大IT企業の問題となる行為はスマートフォンの分野に限られるわけではないので、規制の領域をどの分野まで及ぼすべきかは、海外の事例も横にらみに見ていくべきではないかと思っている」と指摘した。